# Max Gögler
Max Gögler (* 25. Januar 1932 in Baienfurt; † 24. Juli 2011 in Tübingen) war ein deutscher Verwaltungsjurist. Er gehörte der CDU an.

## Leben
Max Gögler wurde am 25. Januar 1932 im oberschwäbischen Baienfurt als Sohn einer Handwerkerfamilie geboren. Er besuchte das Spohn-Gymnasium in Ravensburg. Beim Adlerschießen der Ravensburger Gymnasiasten am traditionellen Rutenfest wurde er 1947 und 1948 Schützenkönig.
Nach dem Abitur absolvierte Gögler ein Studium der Rechtswissenschaft an den Universitäten München und Tübingen. Während des Studiums wurde er Mitglied der katholischen Studentenverbindungen KSStV Alemannia München und KStV Alamannia Tübingen im Kartellverband katholischer deutscher Studentenvereine. Er war zudem Ehrenphilister der KStV Rechberg zu Tübingen. 1958 wurde er mit der Dissertation Die kommunalrechtliche Aktualität von Artikel 28 Abs. 2 des Grundgesetzes zum Dr. iur. promoviert.
Während seiner Zeit als stellvertretender CDU-Kreisvorsitzender in Ravensburg kam es ab 1966 zu einer juristischen Auseinandersetzung mit der SPD wegen Beleidigung und übler Nachrede, die 1970 eingestellt wurde, nachdem die SPD an der weiteren Verfolgung der Strafsache nicht mehr interessiert war. Gögler hatte die SPD wegen der von einigen Mitgliedern erwogenen Entfernung eines Kruzifixes bei einer Trauerfeier in Bonn als „religionsfeindlich“ bezeichnet.
Gögler wurde vom Kreistag des Landkreises Sigmaringen am 24. Mai 1967 zum Landrat gewählt. Mit seinem Amtsantritt am 26. Juni 1967 wurde er zum Beamten auf Zeit mit einer Amtsdauer von acht Jahren (25. Juni 1975) ernannt. Seine Amtszeit als Landrat endete vorzeitig mit der Auflösung des Landkreises Sigmaringen (Altkreis) wegen der Kreisreform in Baden-Württemberg 1973 zum 31. Dezember 1972. Vom vorläufigen Kreistag des neu gebildeten Landkreises Sigmaringen wurde er am 21. September 1972 mit Wirkung zum 1. Januar 1973 zum Amtsverweser bestellt. Am 17. Juli 1973 wurde Gögler von dem am 8. April 1973 gewählten Kreistag ohne Gegenstimme zum Landrat gewählt und in sein Amt eingesetzt. Während seiner Amtszeit wurde der Neubau des Krankenhauses in Sigmaringen angestoßen und das Saulgauer Berufsschulzentrum gebaut, das zur Befriedung in Saulgau beitragen sollte. Ein Vorgang der durch die Übertragung des ehemaligen Landratsamtsgebäudes an die Stadt als Rathaus gleichfalls unterstützt wurde.
Nachdem er durch das Staatsministerium Baden-Württemberg zum 1. April 1975 zum Regierungspräsidenten des Regierungsbezirks Tübingen ernannt worden war, gab er sein Amt als Landrat des Landkreises Sigmaringen zum 31. März 1975 auf. Als Regierungspräsident war Gögler bis zu seiner Pensionierung zum 1. Januar 1997 tätig. Sein Nachfolger wurde Hubert Wicker.
Max Gögler suchte Ausgleich vom Amt im Garten, in der Literatur, im Sport und beim Orgelspiel. Er starb 79-jährig am 24. Juli 2011 in Tübingen und hinterließ Frau und Kinder.

## Ehrungen
Gögler wurde 1983 das Verdienstkreuz 1. Klasse der Bundesrepublik Deutschland verliehen. Am 5. Mai 2001 wurde ihm im Ludwigsburger Schloss die Verdienstmedaille des Landes Baden-Württemberg verliehen.
Im Februar 2003 erhielt er durch Bürgermeister Robert Wiedemann die Ehrenbürgerwürde der Gemeinde Baienfurt.

## Schriften
- Die kommunalrechtliche Aktualität von Artikel 28 Abs. 2 des Grundgesetzes. Dissertation Universität Tübingen 1958.
- Das Amerika-Haus in Tübingen. In: Tübinger Blätter, Bd. 65 (1978), S. 69–71.
- (Hrsg., mit Gregor Richter): Das Land Württemberg-Hohenzollern 1945-1952. Darstellungen und Erinnerungen. Thorbecke, Sigmaringen 1982, ISBN 3-7995-4045-8.
- Erfahrungen und Erwartungen aus der Sicht der Regierungspräsidien. In: Elmar Münzer u. a.: Regionalplanung und regionale Politik. ARL, Hannover 1986, S. 13–21.
- Demokratieprinzip und Regierungspräsidium. Ein Anachronismus? In: Paul Feuchte u. a. (Hrsg.): Initiative und Partnerschaft. Manfred Bulling zum 60. Geburtstag. Nomos, Baden-Baden 1990, S. 71–80, ISBN 3-7890-1918-6.
- (Mitautor): 50 Jahre Landkreis Ravensburg – 50 Jahre Baden-Württemberg (= Kleinode, Bd. 9). Kreissparkasse Ravensburg 2002.
- Kernfunktionen der Regierungspräsidien aus der Sicht der Praxis. In: Andreas Dornheim/Sylvia Greiffenhagen (Hrsg.): Identität und politische Kultur.  [Hans-Georg Wehling zum Fünfundsechzigsten]. Kohlhammer, Stuttgart 2003, S. 305–315, ISBN 3-17-017602-1.
- Vom alten zum neuen Landkreis Sigmaringen. In: Dirk Gaerte (Hrsg.): 30 Jahre Dreiländerkreis Sigmaringen 1973-2003. Landkreis Sigmaringen 2004, S. 13–22, ISBN 3-931634-05-1.

Festschrift
- Kurt Widmaier (Hrsg.): Begegnungen – Entscheidungen. Festschrift für Regierungspräsident Dr. Max Gögler. Federsee-Verlag, Bad Buchau 1996, ISBN 3-925171-32-0.